# Juan Diego Hoyos
Pour les articles homonymes, voir Hoyos.
Hoyos  Cano est un nom espagnol. Le premier nom de famille, en général paternel, est Hoyos ; le second, en général maternel, souvent omis, est Cano.
Juan Diego Hoyos Cano, né le 10 décembre 1996, à Barrancabermeja (Santander), est un coureur cycliste colombien.

## Biographie
Bon sprinteur, Juan Diego Hoyos se classe notamment deuxième d'une étape du Tour de Colombie et quatrième du championnat panaméricain sur route en 2021. En 2022, il s'impose sur une étape du Tour de l'Équateur. Il termine également huitième du Grand Prix de Valence en Europe, sous les couleurs de la formation Electro Hiper Europa-Caldas. 
Lors de la saison 2023, il remporte deux étapes du Clásico RCN. 

## Palmarès et résultats

### Palmarès par année
- 2020
  - Circuito Feria de Manizales
- 2021
  - 4e du championnat panaméricain sur route
- 2022
  - 2e étape du Tour de l'Équateur
- 2023
  - 4e et 7e étapes du Clásico RCN
- 2024
  - 1re étape de la Clásica de Rionegro
  - 7e étape du Tour de la Guadeloupe

### Classements mondiaux
| Année                                 | 2021 | 2022  | 2023 | 2024  |
| ------------------------------------- | ---- | ----- | ---- | ----- |
| Classement mondial                    | 466e | 2511e | nc   | 2863e |
| UCI America Tour                      | 44e  | 429e  | nc   | nc    |
|                                       |      |       |      |       |
| Légende : nc = non classéSource : UCI |      |       |      |       |